# Old Billy
Pour plus de détails, voir Fiche technique et Distribution.
Old Billy est un film muet américain réalisé par Francis Boggs et sorti en 1911.

## Fiche technique
- Réalisation : Francis Boggs
- Scénario : James Dayton
- Producteur : William Selig
- Société de production : Selig Polyscope Company
- Dates de sortie : 
  -  États-Unis : 9 novembre 1911

## Distribution
- Tom Santschi
- Fred Huntley
- Herbert Rawlinson
- Al Ernest Garcia
- Nick Cogley
- Anna Dodge
- Frank Clark
- George Hernandez
- Eugenie Besserer
- Baby Lillian Wade
- Betty Harte